# Nach Hause (1971)
Nach Hause (Originaltitel: Goimg Home) ist ein amerikanisches Filmdrama von 1971, das unter der Regie von Herbert B. Leonard entstand.

## Handlung
Harry Graham ist ein einsamer und niedergeschlagener Mann, der nach einer Haftstrafe für den Mord an seiner Frau kürzlich aus dem Gefängnis entlassen wurde. Sein Sohn Jimmy ist auf der Suche nach Gerechtigkeit und spürt ihn in einer an der Küste lebenden heruntergekommenen Gemeinde auf, wo er mit seiner Freundin Jenny in einer Wohnwagensiedlung lebt. Als Jimmy endlich seinem Vater von Angesicht zu Angesicht gegenübersteht, wissen sie beide, dass sie mit vielen ungelösten emotionalen Barrieren in ihrer Beziehung umgehen müssen.

## Auszeichnungen
Der Darsteller Jan-Michael Vincent war für den Golden Globe Award für die beste Nebenrolle nominiert, der Preis ging aber an Ben Johnson für dessen Arbeit an Die letzte Vorstellung.